# Total Guitar
A Total Guitar é uma revista mensal do Reino Unido, sendo revista de guitarras mais vendida na Europa. É detida pela Future Publishing, e o actual editor da Total Guitar é Stephen Lawson.
A Total Guitar contém regularmente tablaturas de canções de Rock, Metal, Folk, country, Rhythm and Blues e Jazz, juntamente com análises a equipamentos de guitarra. A revista publica várias entrevistas exclusivas com diversos guitarristas e bandas, assegurando a maioria dos exclusivos no RU, e possui a contribuição de artistas reconhecidos na revista. 
O ex-guitarrista de Mr. Big Paul Gilbert tem a sua própria coluna na revista, designada School of Shred. Também tem havido artistas convidados a contribuírem, como Brian Setzer, Joe Trohman dos Fall Out Boy, Mick Thompson e Jim Root dos Slipknot, John 5, Synyster Gates e Zacky Vengeance dos Avenged Sevenfold, Alex Skolnick, Marty Friedman, Joe Satriani, Wes Borland, Matt Tuck e Michael Padget dos Bullet for My Valentine, e Matt Heafy e Corey Beaulieu dos Trivium.

## Equipa actual
- Editor - Stephen Lawson
- Sub-editor - Claire Davies
- Editor de música - Chris Bird
- Editor de notícias - Nick Cracknell
- Editor de produção - Lucy Rice
- Editor de análises - Stuart Williams
- Key Account Manager - Martin Hughes
- Editor artístico - Graham Dalzell
- Sub-editor artístico - John Blackshaw